# العلاقات الزيمبابوية الغانية
العلاقات الزيمبابوية الغانية هي العلاقات الثنائية التي تجمع بين زيمبابوي وغانا.

## مقارنة بين البلدين
هذه مقارنة عامة ومرجعية للدولتين:
| وجه المقارنة                                              | زيمبابوي | غانا         |
| --------------------------------------------------------- | --- | ------------ |
| المساحة (كم2)                                             | 390.76 ألف | 238.53 ألف   |
| عدد السكان (نسمة)                                         | 16.53 مليون | 26.91 مليون  |
| الكثافة السكانية (ن./كم²)                                 | 42.3 | 112.82       |
| العاصمة                                                   | هراري | أكرا         |
| اللغة الرسمية                                             | لغة إنجليزية، اللغة الشونا، النديبيلية الشمالية ‏، لغة الشيشيوا، Barwe ‏، Kalanga language ‏، Tshwa language ‏، النداو ‏، اللغة التسونجا، لغة الإشارة الزيمبابوية ‏، اللغة السوتية، تونغا ‏، اللغة التسوانية، اللغة الفيندية، اللغة الكوسية | لغة إنجليزية |
| العملة                                                    | دولار أمريكي | سيدي غاني    |
| الناتج المحلي الإجمالي (بليون دولار)                      | 17.85 مليار | 47.33 مليار  |
| الناتج المحلي الإجمالي (تعادل القوة الشرائية) بليون دولار | 27.88 مليار | 115.41 مليار |
| الناتج المحلي الإجمالي الاسمي للفرد دولار أمريكي          | 924 | 1.37 ألف     |
| الناتج المحلي الإجمالي للفرد دولار أمريكي                 | 1.79 ألف | 4.08 ألف     |
| مؤشر التنمية البشرية                                      | 0.509 | 0.579        |
| رمز المكالمات الدولي                                      | +263 | +233         |
| رمز الإنترنت                                              | .zw | .gh          |
| المنطقة الزمنية                                           | ت ع م+02:00 | 00           |

## منظمات دولية مشتركة
يشترك البلدان في عضوية مجموعة من المنظمات الدولية، منها:
| علم المنظمة | اسم المنظمة                                                | تاريخ انضمام زيمبابوي | تاريخ انضمام غانا |
| ----------- | ---------------------------------------------------------- | --------------------- | ----------------- |
|             | مؤسسة التنمية الدولية                                      | 29 سبتمبر 1980        | 29 ديسمبر 1960    |
|             | الأمم المتحدة                                              | 25 أغسطس 1980         | 8 مارس 1957       |
|             | منظمة التجارة العالمية                                     | ?                     | ?                 |
|             | البنك الإفريقي للتنمية                                     | ?                     | ?                 |
|             | وكالة ضمان الاستثمار متعدد الأطراف                         | 10 أبريل 1992         | 29 أبريل 1988     |
|             | مجموعة دول أفريقيا والكاريبي والمحيط الهادئ                | ?                     | ?                 |
|             | الاتحاد الأفريقي                                           | ?                     | ?                 |
|             | العملية المشتركة للاتحاد الأفريقي والأمم المتحدة في دارفور | ?                     | ?                 |
|             | منظمة الشرطة الجنائية الدولية                              | ?                     | ?                 |
|             | المركز الدولي لتسوية المنازعات الاستشارية                  | 19 يونيو 1994         | 14 أكتوبر 1966    |
|             | الاتحاد الدولي للاتصالات                                   | 10 فبراير 1981        | 17 مايو 1957      |
|             | الفريق المعني برصد الأرض                                   | ?                     | ?                 |
|             | البنك الدولي للإنشاء والتعمير                              | 29 سبتمبر 1980        | 20 سبتمبر 1957    |
|             | الاتحاد البريدي العالمي                                    | ?                     | ?                 |
|             | منظمة حظر الأسلحة الكيميائية                               | ?                     | ?                 |
|             | مؤسسة التمويل الدولية                                      | 29 سبتمبر 1980        | 3 أبريل 1958      |
|             | يونسكو                                                     | 22 سبتمبر 1980        | 11 أبريل 1958     |

## وصلات خارجية
- موقع وزارة الخارجية الزيمبابوية
- موقع وزارة الخارجية الغانية